# Túnel Prefeito Marcello Alencar
El Túnel Prefeito Marcello Alencar, también conocido como Túnel de la Vía Expresa, es un túnel que atraviesa subterráneamente los barrios de Centro, Gamboa y Saúde de la ciudad de Río de Janeiro, Brasil. Con 3,382 metros de extensión, es el mayor túnel subterráneo del país, permitiendo la comunicación del Puente Río-Niterói y la avenida Brasil con el Aterro de Flamengo.
Fue inaugurado el 19 de junio del 2016 luego de 3 años y 8 meses de obras. El túnel fue construido en el contexto del Porto Maravilha, una operación urbana que busca revitalizar la Zona Portuaria de Río de Janeiro. Su función es recoger el tráfico vehicular de la avenida Alfred Agache hasta la avenida Rodrigues Alves y viceversa.
El nombre es un homenaje a Marcello Alencar, ex alcalde de la ciudad de Río de Janeiro y exgobernador del estado de Río de Janeiro. Fallecido el 10 de junio del 2014, fue responsable por la construcción de la Via Light y por la privatización de una serie de empresas estatales como el Banco del Estado de Río de Janeiro.

## Historia

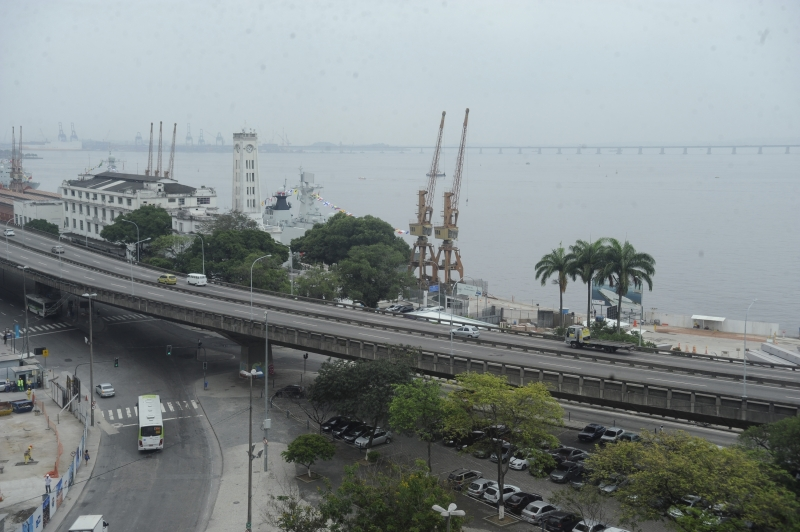
Elevado da Perimetral, demolido por la revitalización de la Zona Portuaria de Río de Janeiro.

Poco tiempo luego de asumir el cargo de alcalde, Eduardo Paes planeó, en el 2010, demoler parte del Elevado da Perimetral y sustituirlo por un túnel. Todo eso como parte de las obras de Porto Maravilha. Sin embargo, el 24 de noviembre de 2011 el alcalde anunció que el Elevado sería demolido en su totalidad y no sólo una parte. También se anunció la construcción de un túnel que sustituiría a la Perimetral junto con la avenida Rodrigues Alves.
El 20 de octubre del 2012, tuvo inicio la construcción del túnel, inicialmente llamado como Túnel de la Vía Expressa, a partir de una detonación hecha con la finalidad de abrir un pozo de servicio. El Elevado da Perimetral, sustituido por el túnel, fue cerrado definitivamente el 2 de noviembre del 2012, permitiendo el inicio de su demolición y la continuación de las obras del túnel. El día 19 de agosto del 2015, por decreto del alcalde Eduardo Paes, el túnel pasó a llamarse Túnel Prefeito Marcello Alencar en homenaje al ex alcalde Marcello Alencar, fallecido el año anterior.
El tubo Continente fue inaugurado el 17 de junio del 2016 por el alcalde Eduardo Paes. Ya antes había sido inaugurado el tubo Mar el 21 de julio del 2016.